# Arthur Marvin
Arthur Marvin (Warners, 1859 – Los Angeles, 18 gennaio 1911) è stato un direttore della fotografia e regista cinematografico statunitense.
Lavorò per l'American Mutoscope and Biograph Company fondata dal fratello Henry ('Harry') Marvin insieme a Herman Casler, William Kennedy Laurie Dickson e Elias Bernard Koopman.
Girò 418 film fra il 1897 e il 1911, fra i quali The Adventures of Dollie, film d'esordio di David Wark Griffith.
Diresse il cortometraggio Sherlock Holmes Baffled, considerato il primo film con Sherlock Holmes come personaggio.
Suo nipote Daniel Marvin, figlio di Henry, morì nel naufragio del Titanic nel 1912.

## Filmografia

### Direttore della fotografia
- A Bowery Cafe – cortometraggio (1897)
- The Helping Hand, regia di David W. Griffith – cortometraggio (1908)
- One Touch of Nature, regia di David W. Griffith – cortometraggio (1909)
- The Necklace, regia di D. W. Griffith – cortometraggio (1909)
- The Salvation Army Lass, regia di David W. Griffith – cortometraggio (1909)
- Schneider's Anti-Noise Crusade, regia di David W. Griffith – cortometraggio (1909)
- The Heart of an Outlaw, regia di David W. Griffith – cortometraggio (1909)

- All on Account of the Milk, regia di Frank Powell – cortometraggio (1910)

- The Love of Lady Irma, regia di Frank Powell – cortometraggio (1910)

- Up a Tree, regia Frank Powell – cortometraggio (1910)

### Regista
- A Jersey Skeeter – cortometraggio
- The Downward Path – cortometraggio (1900)
- Sherlock Holmes Baffled – cortometraggio (1903)